# Las Flores Cinco Poblados
Las Flores Cinco Poblados är en ort i Mexiko.   Den ligger i kommunen Álamo Temapache och delstaten Veracruz, i den sydöstra delen av landet, 220 km nordost om huvudstaden Mexico City. Las Flores Cinco Poblados ligger 42 meter över havet och antalet invånare är 631.
Terrängen runt Las Flores Cinco Poblados är platt åt nordost, men åt sydväst är den kuperad. Runt Las Flores Cinco Poblados är det ganska tätbefolkat, med 62 invånare per kvadratkilometer. Närmaste större samhälle är Álamo, 11,1 km öster om Las Flores Cinco Poblados. Trakten runt Las Flores Cinco Poblados består till största delen av jordbruksmark.